# Nampalys Mendy
Nampalys Mendy (ur. 23 czerwca 1992 w La Seyne-sur-Mer) – senegalski piłkarz francuskiego pochodzenia występujący na pozycji pomocnika w angielskim klubie Leicester City. Wychowanek AS Monaco, w swojej karierze grał także w OGC Nice. Były młodzieżowy reprezentant Francji.